# Championnat du monde masculin de course à l'américaine
Le Championnat du monde de course à l'américaine masculin est le championnat du monde de course à l'américaine organisé annuellement par l'UCI dans le cadre des Championnats du monde de cyclisme sur piste. Depuis 2017, un championnat du monde féminin est organisé.

## Historique
Elle est intégrée au programme des championnats du monde de cyclisme sur piste depuis 1995.
L'Espagnol Joan Llaneras le Français Morgan Kneisky, le Britannique Mark Cavendish et le Danois Michael Mørkøv avec trois titres détiennent le record de victoires.

## Palmarès
| Édition | Or                                                 | Argent                                              | Bronze                                               |
| ------- | -------------------------------------------------- | --------------------------------------------------- | ---------------------------------------------------- |
| 1995    | Italie - Silvio Martinello - Marco Villa           | Argentine - Gabriel Curuchet - Juan Curuchet        | Suisse - Kurt Betschart - Bruno Risi                 |
| 1996    | Italie - Silvio Martinello - Marco Villa           | Australie - Scott McGrory - Stephen Pate            | Allemagne - Andreas Kappes - Carsten Wolf            |
| 1997    | Espagne - Joan Llaneras - Miguel Alzamora          | Italie - Silvio Martinello - Marco Villa            | Argentine - Gabriel Curuchet - Juan Curuchet         |
| 1998    | Belgique - Etienne De Wilde - Matthew Gilmore      | Italie - Silvio Martinello - Andrea Collinelli      | Allemagne - Andreas Kappes - Stefan Steinweg         |
| 1999    | Espagne - Joan Llaneras - Isaac Gálvez             | Danemark - Jimmi Madsen - Jakob Piil                | Allemagne - Andreas Kappes - Olaf Pollack            |
| 2000    | Allemagne - Erik Weispfennig - Stefan Steinweg     | Espagne - Joan Llaneras - Isaac Gálvez              | Argentine - Edgardo Simón - Juan Curuchet            |
| 2001    | France - Jérôme Neuville - Robert Sassone          | Espagne - Joan Llaneras - Isaac Gálvez              | Argentine - Gabriel Curuchet - Juan Curuchet         |
| 2002    | France - Jérôme Neuville - Franck Perque           | Autriche - Roland Garber - Franz Stocher            | Argentine - Edgardo Simón - Juan Curuchet            |
| 2003    | Suisse - Bruno Risi - Franco Marvulli              | Nouvelle-Zélande - Greg Henderson - Hayden Roulston | Argentine - Juan Curuchet - Walter Pérez             |
| 2004    | Argentine - Juan Curuchet - Walter Pérez           | Suisse - Bruno Risi - Franco Marvulli               | Pays-Bas - Robert Slippens - Danny Stam              |
| 2005    | Grande-Bretagne - Mark Cavendish - Robert Hayles   | Pays-Bas - Robert Slippens - Danny Stam             | Belgique - Matthew Gilmore - Iljo Keisse             |
| 2006    | Espagne - Isaac Gálvez - Joan Llaneras             | Ukraine - Lyubomyr Polatayko - Volodymyr Rybin      | Argentine - Juan Curuchet - Walter Pérez             |
| 2007    | Suisse - Bruno Risi - Franco Marvulli              | Pays-Bas - Peter Schep - Danny Stam                 | République tchèque - Alois Kaňkovský - Petr Lazar    |
| 2008    | Grande-Bretagne - Mark Cavendish - Bradley Wiggins | Allemagne - Roger Kluge - Olaf Pollack              | Danemark - Michael Mørkøv - Alex Rasmussen           |
| 2009    | Danemark - Michael Mørkøv - Alex Rasmussen         | Australie - Leigh Howard - Cameron Meyer            | République tchèque - Martin Bláha - Jiří Hochmann    |
| 2010    | Australie - Leigh Howard - Cameron Meyer           | France - Christophe Riblon - Morgan Kneisky         | Belgique - Ingmar De Poortere - Steve Schets         |
| 2011    | Australie - Leigh Howard - Cameron Meyer           | République tchèque - Martin Bláha - Jiří Hochmann   | Pays-Bas - Theo Bos - Peter Schep                    |
| 2012    | Belgique - Kenny De Ketele - Gijs Van Hoecke       | Grande-Bretagne - Ben Swift - Geraint Thomas        | Australie - Leigh Howard - Cameron Meyer             |
| 2013    | France - Vivien Brisse - Morgan Kneisky            | Espagne - David Muntaner - Albert Torres            | Allemagne - Henning Bommel - Theo Reinhardt          |
| 2014    | Espagne - David Muntaner - Albert Torres           | Tchéquie - Martin Bláha - Vojtěch Hačecký           | Suisse - Stefan Küng - Théry Schir                   |
| 2015    | France - Bryan Coquard - Morgan Kneisky            | Italie - Liam Bertazzo - Elia Viviani               | Belgique - Jasper De Buyst - Otto Vergaerde          |
| 2016    | Grande-Bretagne - Mark Cavendish - Bradley Wiggins | France - Morgan Kneisky - Benjamin Thomas           | Espagne - Sebastián Mora - Albert Torres             |
| 2017    | France - Morgan Kneisky - Benjamin Thomas          | Australie - Cameron Meyer - Callum Scotson          | Belgique - Moreno De Pauw - Kenny De Ketele          |
| 2018    | Allemagne - Roger Kluge - Theo Reinhardt           | Espagne - Albert Torres - Sebastián Mora            | Australie - Cameron Meyer - Callum Scotson           |
| 2019    | Allemagne - Roger Kluge - Theo Reinhardt           | Danemark - Lasse Norman Hansen - Casper von Folsach | Belgique - Kenny De Ketele - Robbe Ghys              |
| 2020    | Danemark - Lasse Norman Hansen - Michael Mørkøv    | Nouvelle-Zélande - Campbell Stewart - Aaron Gate    | Allemagne - Roger Kluge - Theo Reinhardt             |
| 2021    | Danemark - Lasse Norman Hansen - Michael Mørkøv    | Italie - Simone Consonni - Michele Scartezzini      | Belgique - Kenny De Ketele - Robbe Ghys              |
| 2022    | France - Donavan Grondin - Benjamin Thomas         | Grande-Bretagne - Ethan Hayter - Oliver Wood        | Belgique - Fabio Van den Bossche - Lindsay De Vylder |
| 2023    | Pays-Bas- Jan-Willem van Schip - Yoeri Havik       | Grande-Bretagne- Oliver Wood - Mark Stewart         | Nouvelle-Zélande- Aaron Gate - Campbell Stewart      |
| 2024    | Allemagne- Roger Kluge - Tim Torn Teutenberg       | Belgique- Lindsay De Vylder - Fabio Van den Bossche | Danemark- Niklas Larsen - Michael Mørkøv             |

## Bilan
Classement individuel
| Rang | Athlète             | Pays            | Or | Argent | Bronze | Ensemble |
| ---- | ------------------- | --------------- | -- | ------ | ------ | -------- |
| 1    | Morgan Kneisky      | France          | 3  | 2      | 0      | 5        |
| 1    | Joan Llaneras       | Espagne         | 3  | 2      | 0      | 5        |
| 3    | Roger Kluge         | Allemagne       | 3  | 1      | 1      | 5        |
| 4    | Michael Mørkøv      | Danemark        | 3  | 0      | 2      | 5        |
| 5    | Mark Cavendish      | Grande-Bretagne | 3  | 0      | 0      | 3        |
| 6    | Cameron Meyer       | Australie       | 2  | 2      | 2      | 6        |
| 7    | Isaac Gálvez        | Espagne         | 2  | 2      | 0      | 4        |
| 7    | Silvio Martinello   | Italie          | 2  | 2      | 0      | 4        |
| 9    | Leigh Howard        | Australie       | 2  | 1      | 1      | 4        |
| 10   | Franco Marvulli     | Suisse          | 2  | 1      | 0      | 3        |
| 10   | Lasse Norman Hansen | Danemark        | 2  | 1      | 0      | 3        |
| 10   | Bruno Risi          | Suisse          | 2  | 1      | 0      | 3        |
| 10   | Benjamin Thomas     | France          | 2  | 1      | 0      | 3        |
| 10   | Marco Villa         | Italie          | 2  | 1      | 0      | 3        |

Classement par pays
| Rang  | Pays             | Or | Argent | Bronze | Ensemble |
| ----- | ---------------- | -- | ------ | ------ | -------- |
| 1     | France           | 6  | 2      | 0      | 8        |
| 2     | Espagne          | 4  | 4      | 1      | 9        |
| 3     | Allemagne        | 4  | 1      | 5      | 10       |
| 4     | Grande-Bretagne  | 3  | 3      | 0      | 6        |
| 5     | Danemark         | 3  | 2      | 2      | 7        |
| 6     | Italie           | 2  | 4      | 0      | 6        |
| 7     | Australie        | 2  | 3      | 2      | 7        |
| 8     | Belgique         | 2  | 1      | 7      | 10       |
| 9     | Suisse           | 2  | 1      | 2      | 5        |
| 10    | Pays-Bas         | 1  | 2      | 2      | 5        |
| 11    | Argentine        | 1  | 1      | 6      | 8        |
| 12    | Tchéquie         | 0  | 2      | 2      | 4        |
| 13    | Nouvelle-Zélande | 0  | 2      | 1      | 3        |
| 14    | Autriche         | 0  | 1      | 0      | 1        |
| 14    | Ukraine          | 0  | 1      | 0      | 1        |
| Total | Total            | 30 | 30     | 30     | 90       |